# Steiner Wald von Nordheim

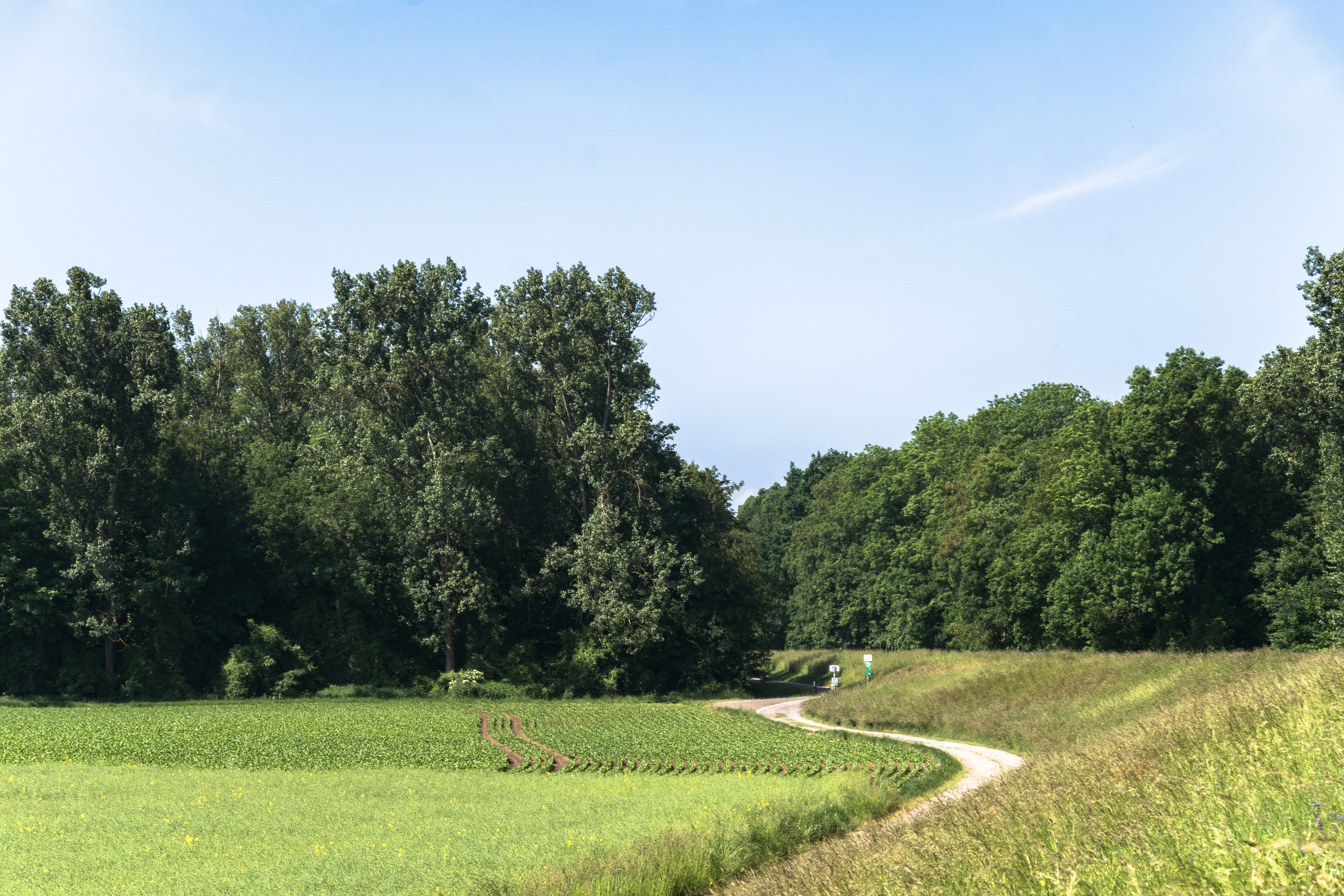
Naturschutzgebiet Steiner Wald von Nordheim (Mai 2016)

Das Naturschutzgebiet Steiner Wald von Nordheim liegt auf dem Gebiet der Gemeinde Biblis im Landkreis Bergstraße in Hessen.
Das etwa 195 ha große Gebiet, das im Jahr 1987 unter der Kennung 1431013 unter Naturschutz gestellt wurde, erstreckt sich nördlich von Nordheim, einem Ortsteil von Biblis, entlang des am nördlichen Rand fließenden Rheins und entlang der im östlichen Bereich fließenden Weschnitz. Nördlich des Gebietes – in der Rheinmitte – verläuft die Landesgrenze zu Rheinland-Pfalz. Östlich befindet sich das Gelände des inzwischen abgeschalteten Kernkraftwerks Biblis, südöstlich erstreckt sich das etwa 52 ha große Naturschutzgebiet Lochwiesen von Biblis.